# Magomed Ibragimov (1983)
Ne doit pas être confondu avec Magomed Ibragimov (1985).
Magomed Abdulmuminovich Ibragimov (né le 18 août 1983 a Makhatchkala) est un lutteur ouzbek, spécialiste de la lutte libre.

## Biographie
Lors des Jeux olympiques d'été de 2004 se tenant à Athènes, il remporte la médaille d'argent en combattant dans la catégorie des -96 kg. 